# Sainte-Croix (Ain)
Sainte-Croix – miejscowość i gmina we Francji, w regionie Owernia-Rodan-Alpy, w departamencie Ain.

## Demografia
Według danych na styczeń 2012 roku gminę zamieszkiwały 532 osoby, a gęstość zaludnienia wynosiła 50,1 osób/km².

## Galeria

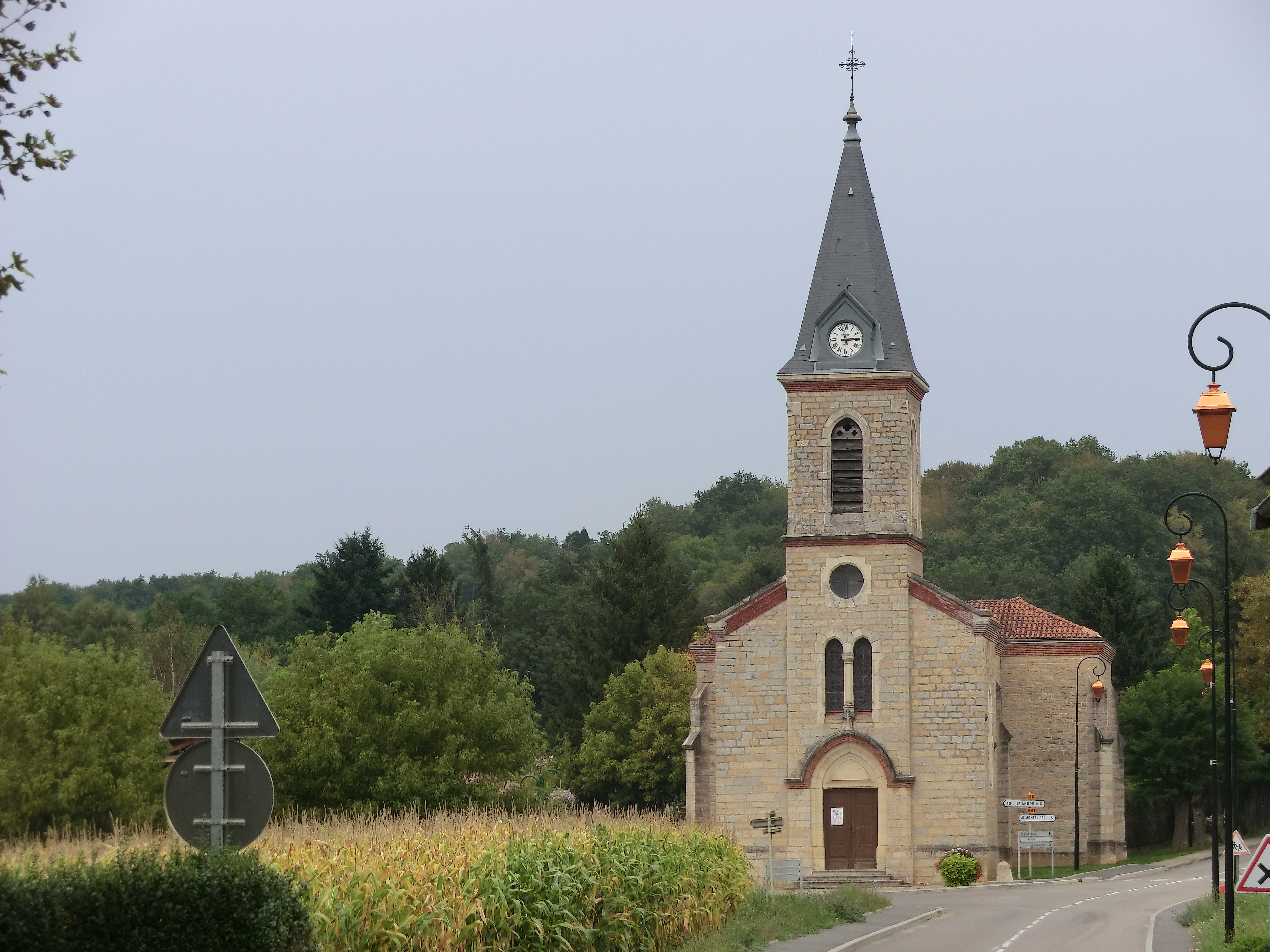
Kościół (2012 r.)
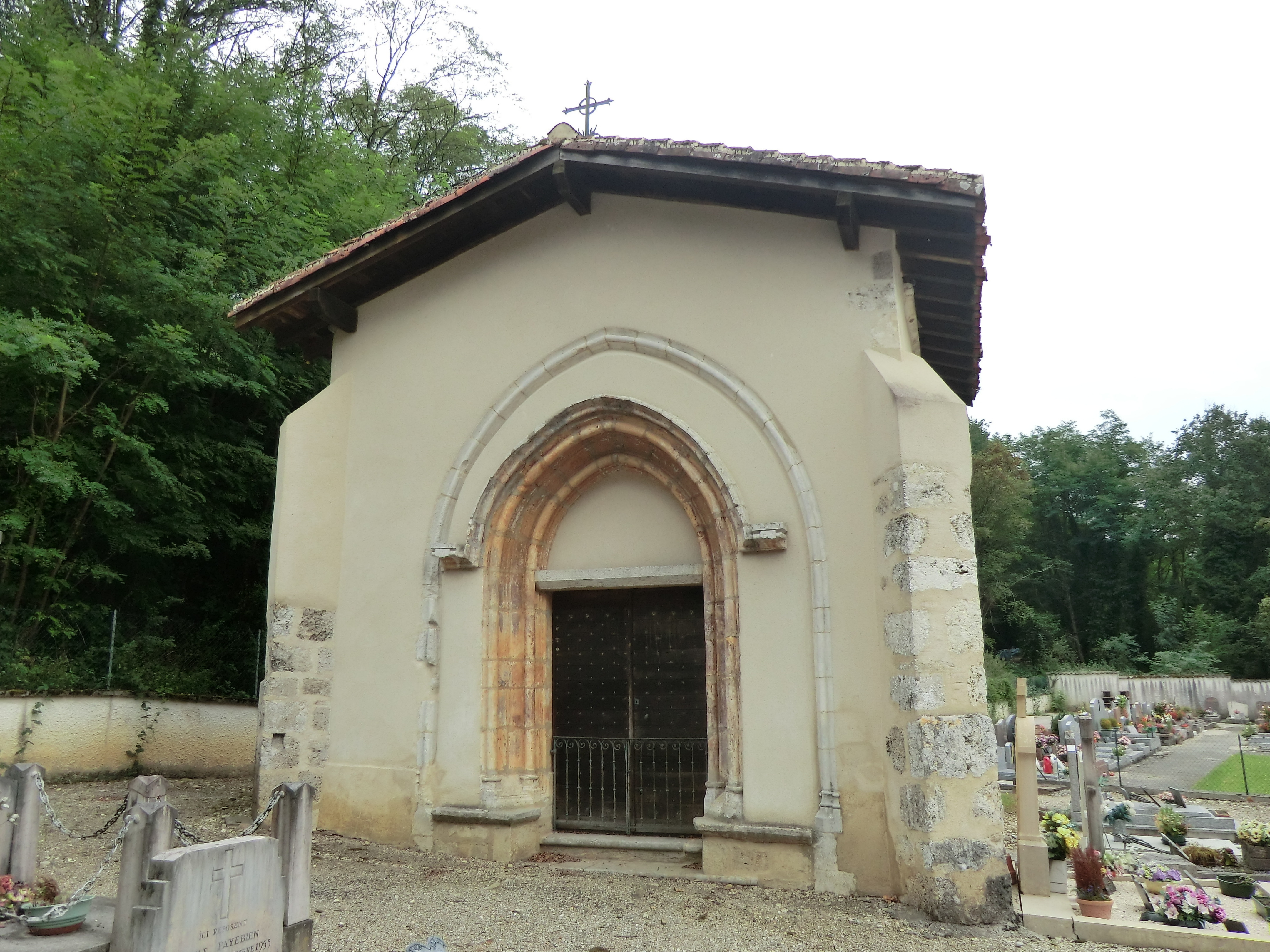
Kaplica (2012 r.)
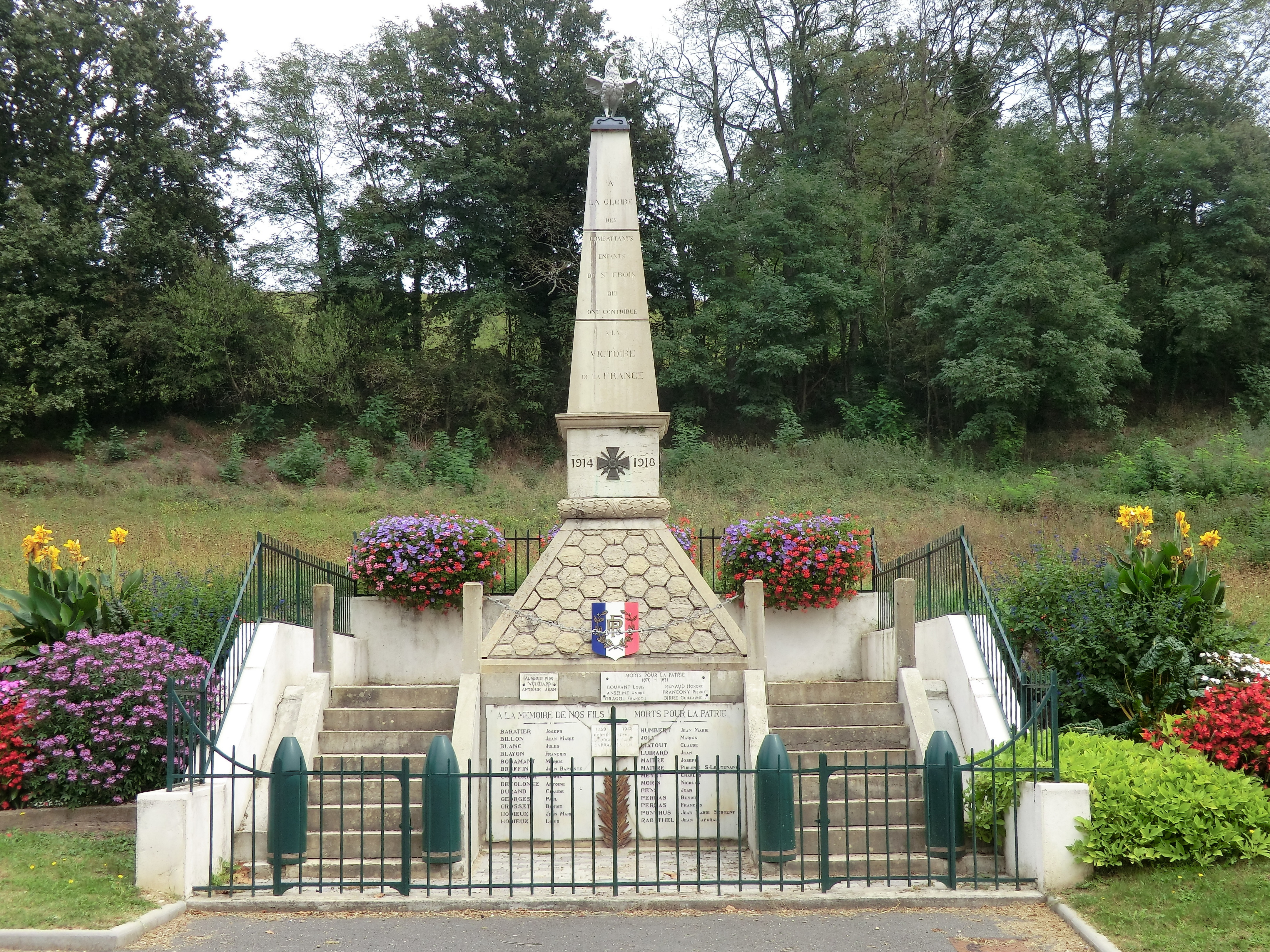
Pomnik ofiar I wojny światowej (2012 r.)